# Região Geográfica Imediata de Pau dos Ferros
A Região Geográfica Imediata de Pau dos Ferros é uma das 11 regiões imediatas do estado brasileiro do Rio Grande do Norte, uma das 3 regiões imediatas que compõem a Região Geográfica Intermediária de Mossoró e uma das 509 regiões imediatas no Brasil, criadas pelo IBGE em 2017. É composta de 34 municípios.